# Ногайцы на «Тюрквидении»
Ногайцы впервые приняли участие на конкурсе песни тюркского мира «Тюрквидение» в 2020 году, который проходил в Стамбуле, Турция.

## История
В октябре 2020 года было объявлено, что ногайцы впервые выступят на конкурсе песни «Тюрквидение» в лице певицы Жанны Мусаевой с песней «Мунайма». Это стало первым представлением группы людей в конкурсе, а не конкретной страны или региона. Это была первая песня на «Тюрквидении», исполненная на ногайском языке.

## Участие
| Год  | Участник                                        | Песня                                           | Язык                                            | Final                                           | Points                                          |
| ---- | ----------------------------------------------- | ----------------------------------------------- | ----------------------------------------------- | ----------------------------------------------- | ----------------------------------------------- |
| 2020 | Жанна Мусаева                                   | "Muñayma" (Мунъайма)                            | Ногайский                                       | 24                                              | 159                                             |
| 2021 | Официально подтверждено намерение участвовать † | Официально подтверждено намерение участвовать † | Официально подтверждено намерение участвовать † | Официально подтверждено намерение участвовать † | Официально подтверждено намерение участвовать † |